# Pileus (Wolke)

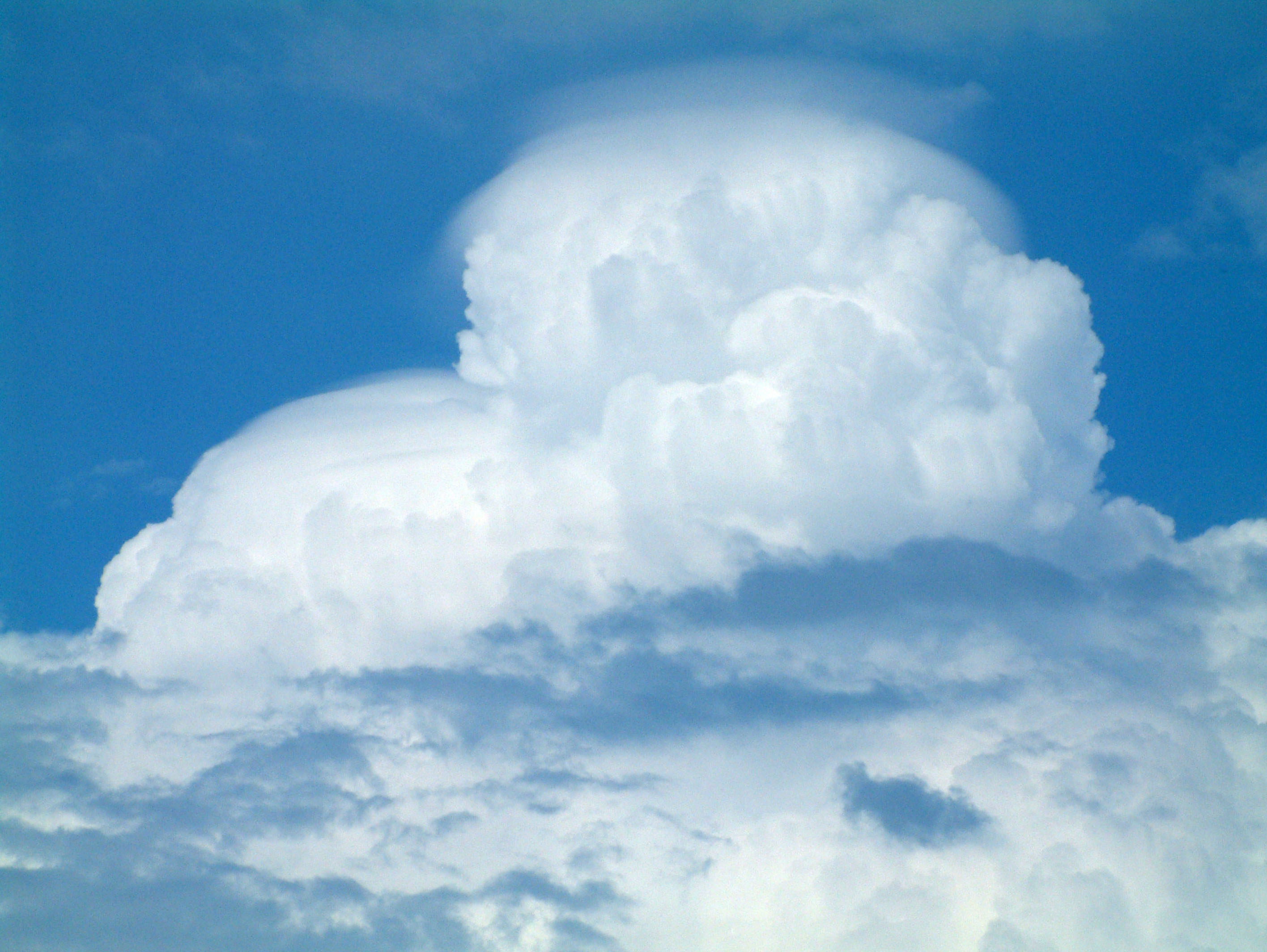
Cumulonimbus mit Pileus über dem Bodensee

Pileus (lat. „Mütze“, Abk. pil) ist eine Begleitwolke von geringer horizontaler Erstreckung in Form einer Kappe oder Haube über dem Wolkengipfel oder unmittelbar am oberen Teil einer cumulusartigen Wolke, von der sie oft durchstoßen wird. Pilei neigen dazu, ihre Erscheinung sehr rasch zu wandeln.

## Entstehung und Vorkommen
Eine Pileus entsteht, wenn die Luft an der Oberseite des Cumulus sehr feucht ist und durch die weiter aufquellende Wolke gehoben wird. Pilei können als Vorstufen einer Umwandlung von Cumulus in Cumulonimbuswolken gesehen werden und somit eine mögliche Schauer- oder Gewitterbildung signalisieren. Sie treten nur bei diesen beiden Wolkenarten auf und können häufig auch übereinander beobachtet werden; verwandt sind sie mit den lenticularis-Wolken. 

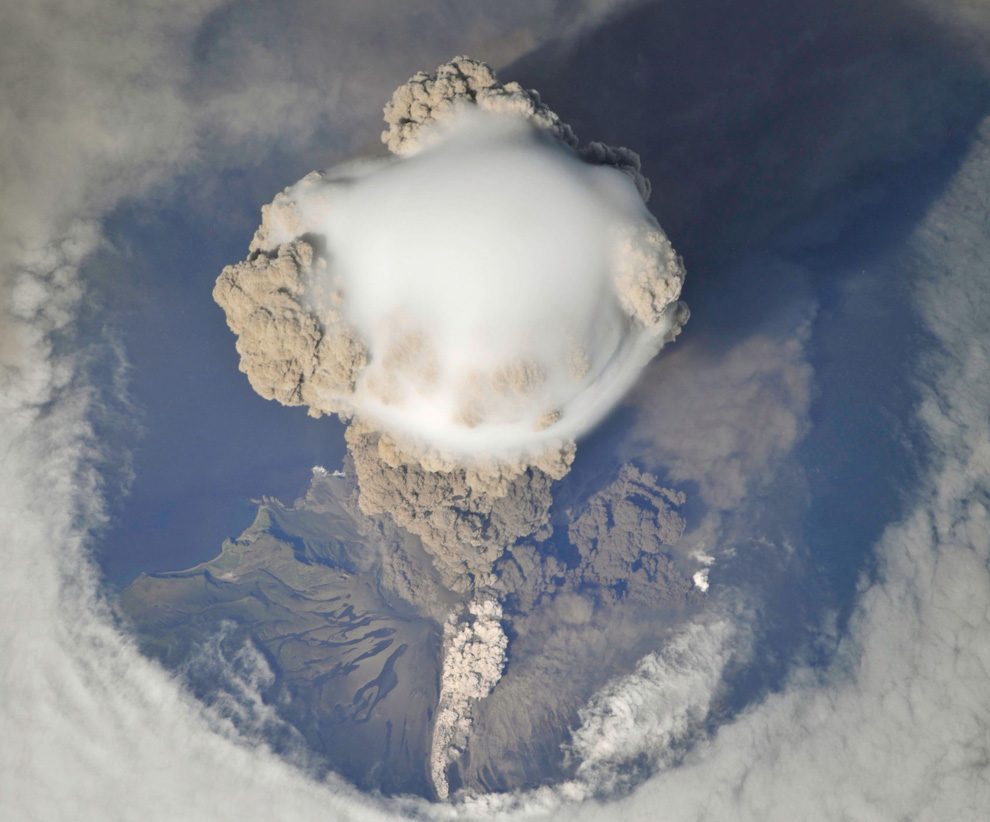
Pileus über der Aschewolke der Eruption vom Vulkan Sarytschew

Pilei kommen außerdem auch bei Rauchwolken von Waldbränden oder Aschewolken von Vulkanausbrüchen vor.
Entwicklung eines Pileus in Bildern

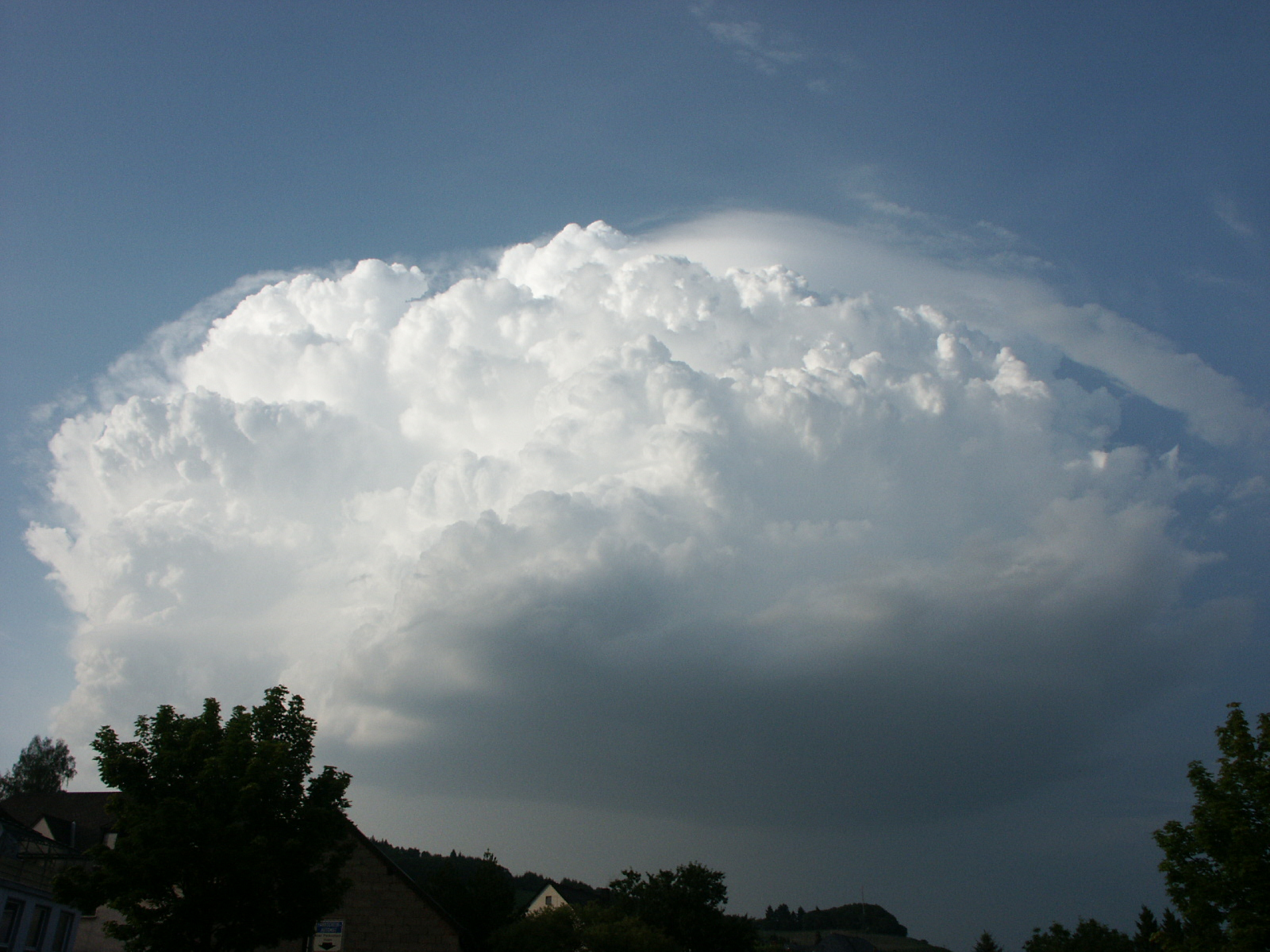
Pileus 27. Juli 2005 19.37 Uhr
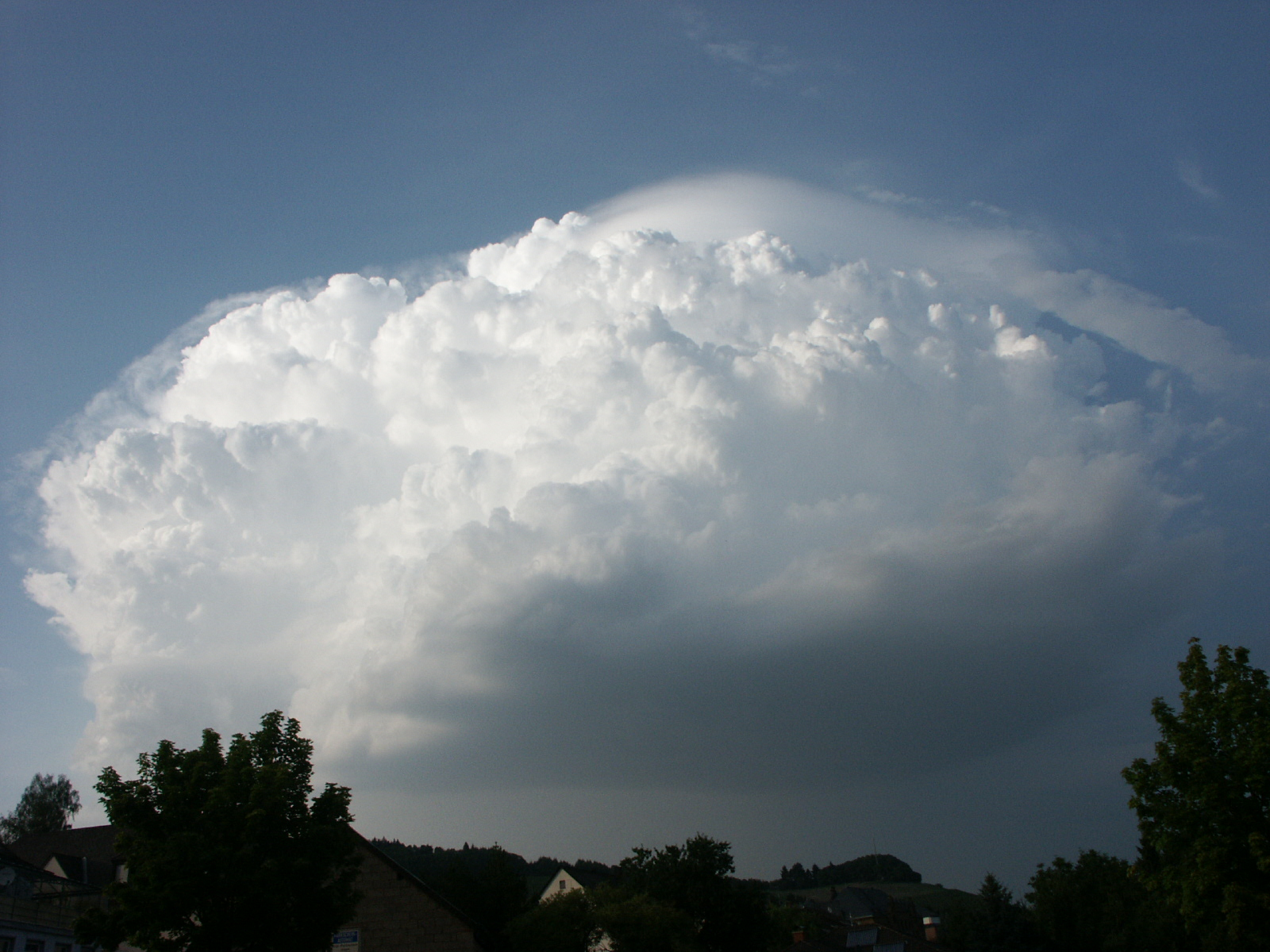
Pileus 27. Juli 2005 19.37 Uhr
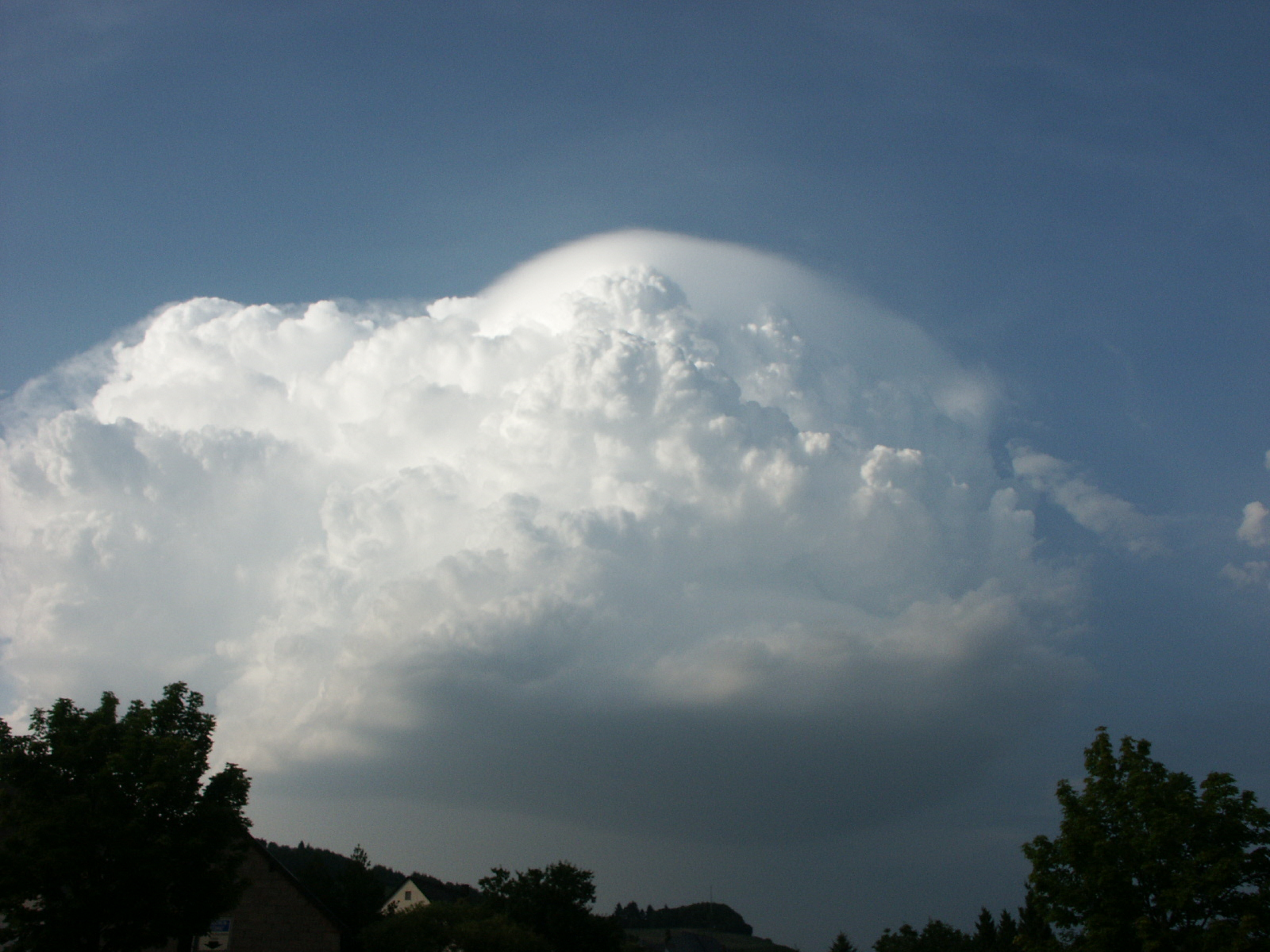
Pileus 27. Juli 2005 19.38 Uhr
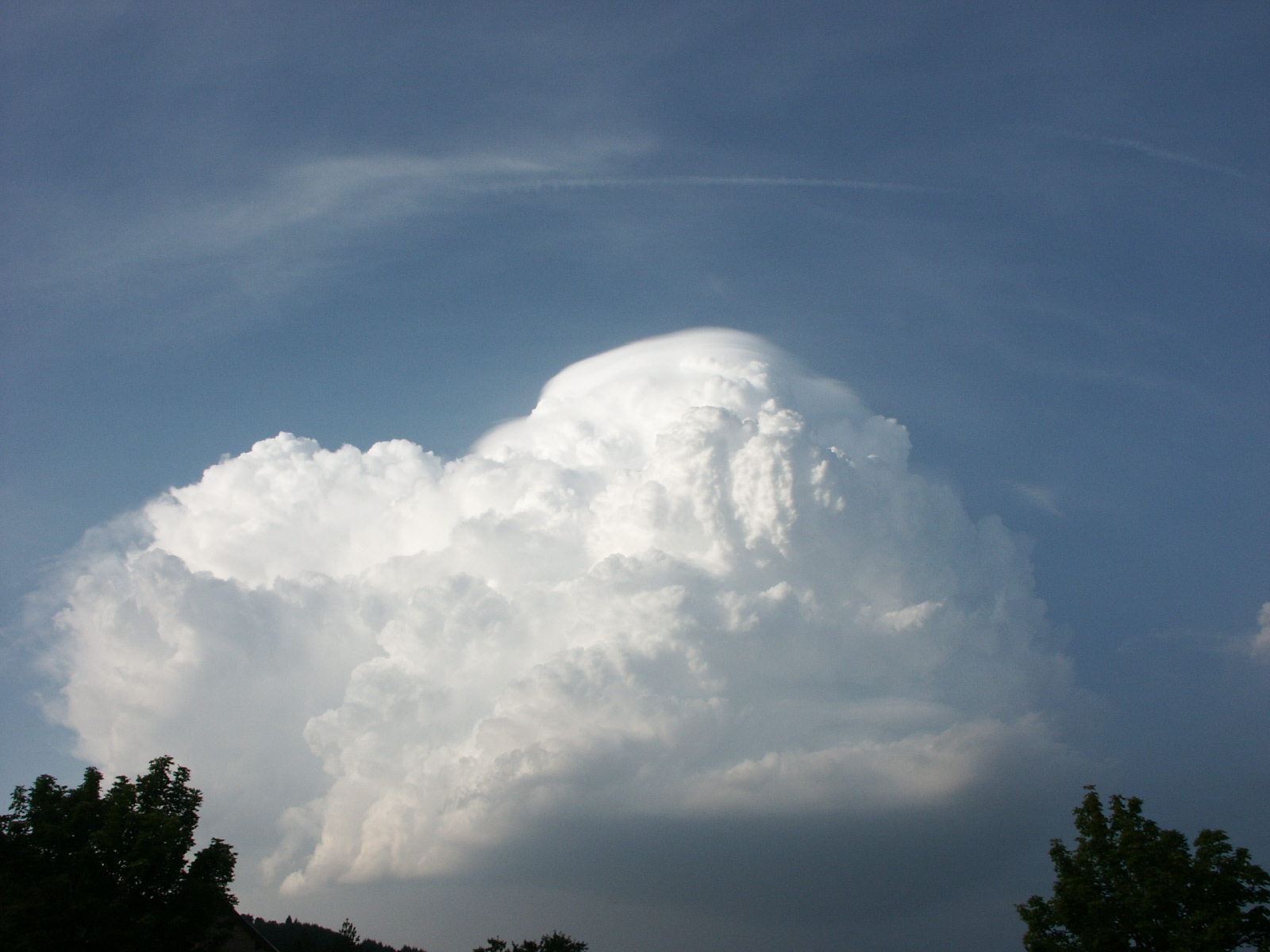
Pileus 27. Juli 2005 19.41 Uhr
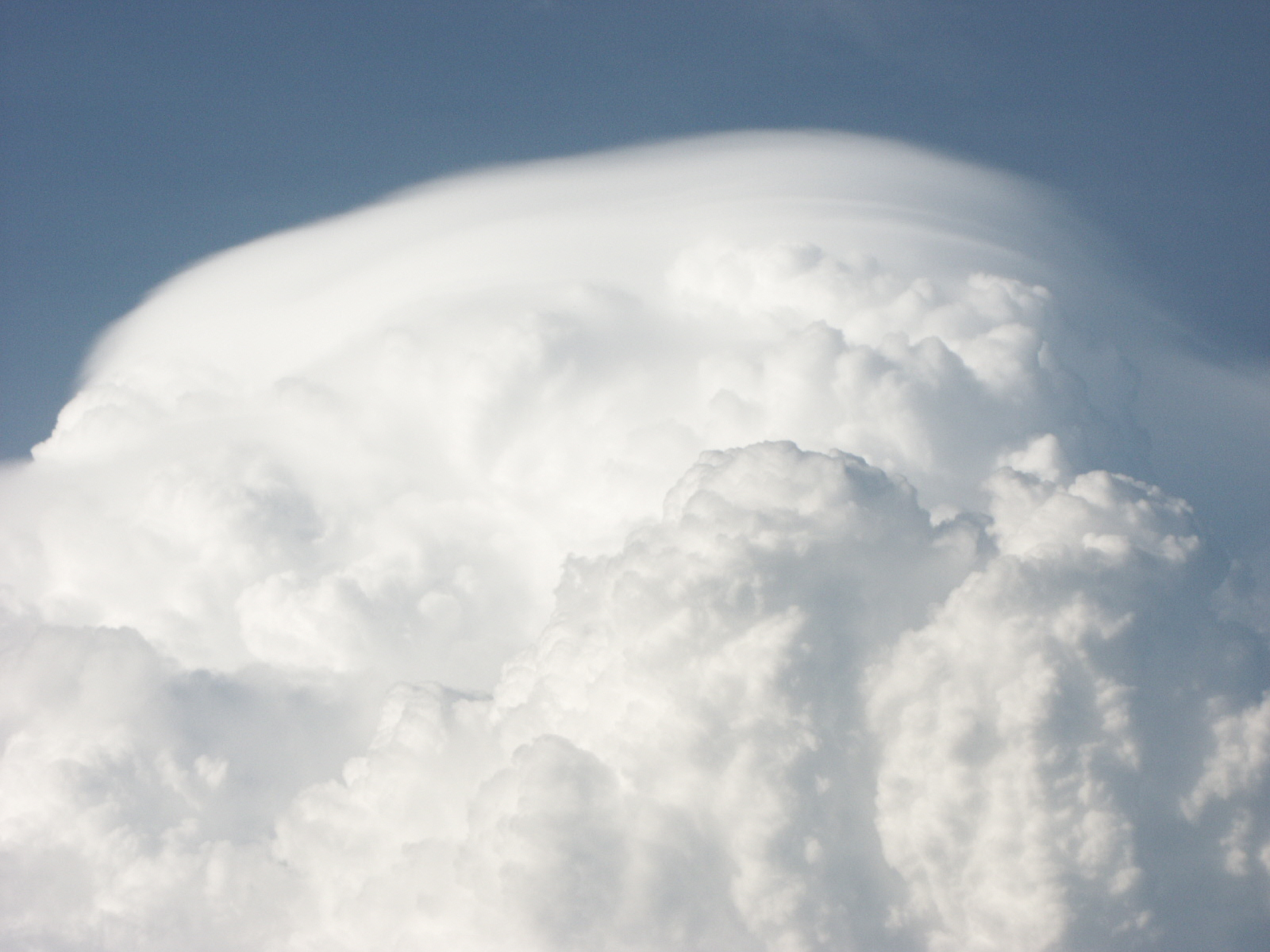
Pileus 27. Juli 2005 19.41 Uhr
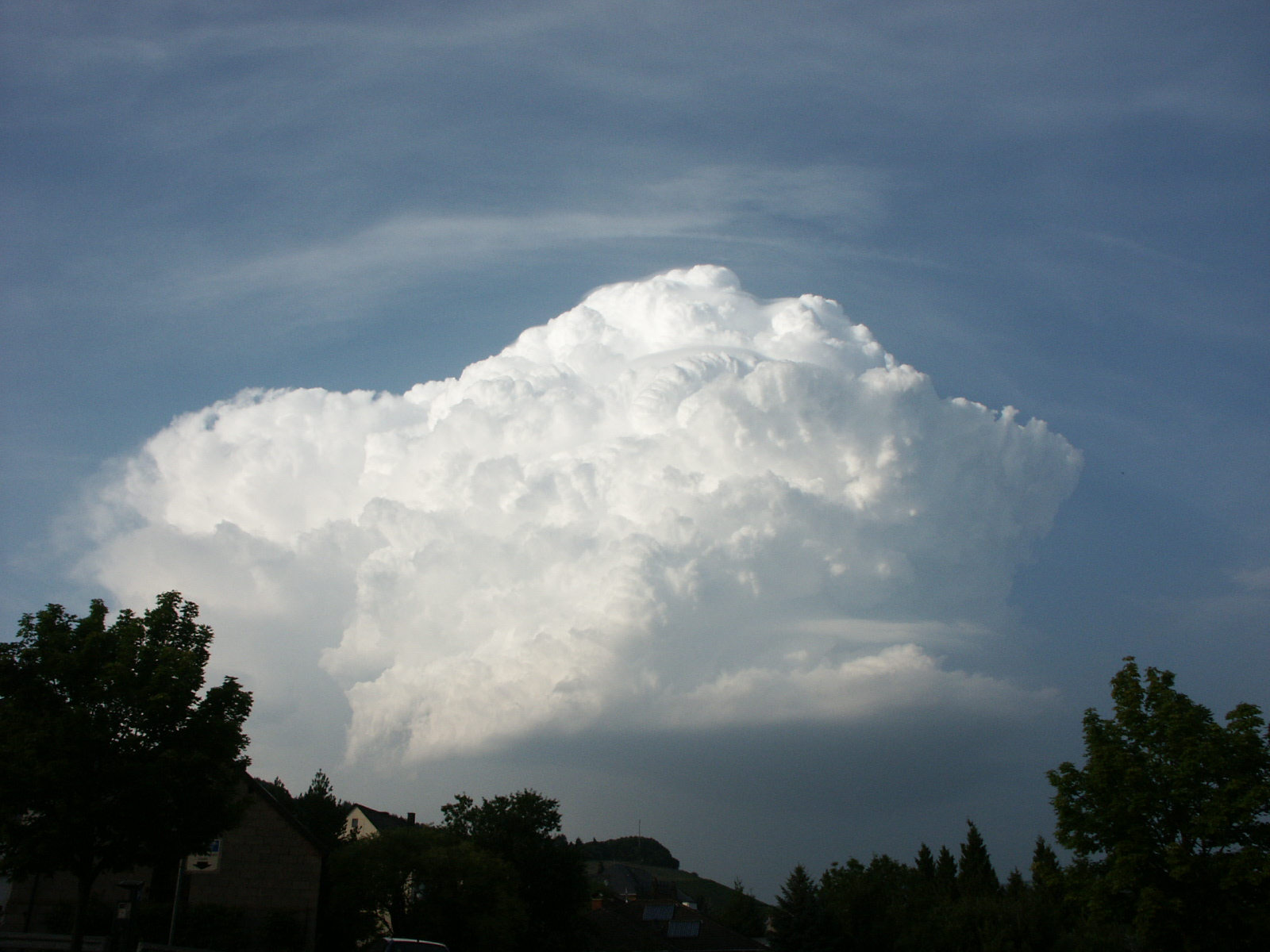
Pileus im Auflösungsstadium 27. Juli 2005 19.43 Uhr